# Cachucha

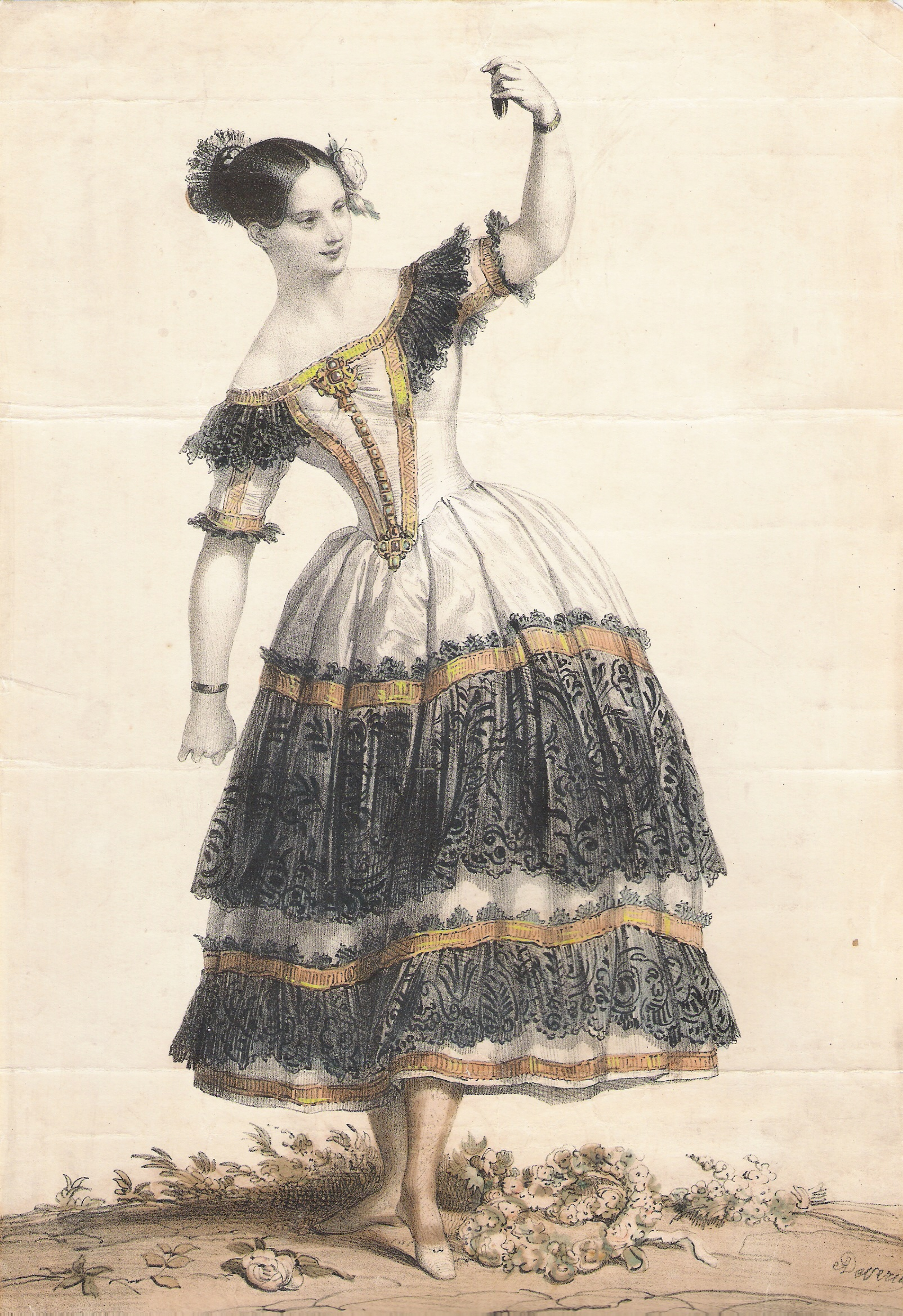
Fanny Elssler dans la cachucha du Diable boiteux (1836).

La cachucha est une danse espagnole du XIXe siècle, exécutée en solo par un homme ou une femme, sur un rythme 3/8, accompagnée à la guitare et aux castagnettes, parfois chantée.
Probablement issue du milieu gitan de Cadix, elle devint, vers 1830, la plus célèbre des danses espagnoles et entra à l'escuela bolera. Elle doit sa renommée internationale à l'interprétation personnelle qu'en donna Fanny Elssler en 1836, dans Le Diable boiteux, peu de temps après que Pauline Duvernay l'eut dansée à Londres.
La cachucha inaugura la vogue des danses de caractère dans le ballet européen du XIXe siècle.
Friedrich Albert Zorn donna une description de la cachucha d'Elssler 50 ans plus tard, permettant à plusieurs chorégraphes, dont Pierre Lacotte, de la reconstituer au XXe siècle.